# Pyrrhia stilla
Pyrrhia stilla là một loài bướm đêm trong họ Noctuidae.